# Rolf Wouters
Rolf Xavier Wouters (Rijswijk, 23 april 1963) is een Nederlands televisiepresentator en media-adviseur. Voor zijn carrière als showmaster was Wouters werkzaam als reclameman en acteur in de film Flodder. Wouters is sinds 2005 niet meer actief op tv en woont sindsdien in Portugal. Op 1 november 2014 was Wouters te zien in het jubileumprogramma 25 Jaar RTL: Ik Hou Van RTL. In 2020 presenteerde hij voor SBS6 het programma Split Screen.

## Carrière

### Doorbraak & RTL 4
Zijn publieke debuut maakte hij in 1988 in het programma Showmasters (een talentenshowquiz van de NCRV). Hij werd voor de grap opgegeven voor het programma door collega's. Hij won de eerste aflevering en viel op bij Joop van den Ende. Hij zag een groot talent in Wouters. Van den Ende bood Wouters het kleine programma Bulldozer aan, dat werd uitgezonden op RTL 4. Bekend bij het grote publiek werd Wouters toen hij Liefde op het eerste gezicht ging presenteren. Eerst deed hij dat samen met Caroline Tensen en later alleen. Hierna ging het hard met zijn carrière. In 1993 mocht hij het stokje overnemen van Jos Brink voor Wedden dat..?, dat hij twee seizoenen presenteerde bij RTL 4. In hetzelfde jaar begon Rolf ook met het programma Now or Never. Vanaf Now or Never werd Wouters in veel van zijn programma´s bijgestaan door Meneer Sjon, een kleine gedienstige assistent met een hoge stem.

### Veronica
In 1995 stapte Wouters over van RTL 4 naar Veronica, dat toen ook onderdeel was geworden van HMG. Hier presenteerde hij vier seizoenen de grote amusementshow Uhhh... Vergeet je tandenborstel niet!. Ook dat programma bleek populair. Bij Veronica kwam Wouters ook met nieuwe programmaformats, waaronder Orde Orde (1996), Who's Talking (1996) en Wouters Wondere Woensdag (1997). In het voorjaar van 1997 presenteerde hij nog één seizoen Wedden dat..? bij Veronica. In februari en maart werd, wat later bleek, het laatste seizoen van Now or Never uitgezonden.
In september 1998 kwam Wouters met een nieuw programma Hot Shots. Twee afleveringen waren reeds opgenomen. De eerste aflevering werd uitgezonden op Veronica, maar de zender was niet tevreden met het resultaat. Veronica had qua inhoud een ander programma voor ogen en wilde dat Wouters terug zou komen om het programma aan te passen, en de tweede aflevering opnieuw op te nemen. Wouters kon zich niet vinden in het programmaformat zoals Veronica dat voor ogen stond en weigerde de opnames over te doen. Dit leidde tot een conflict tussen Wouters en Joop van den Ende. Wouters werd in het programma vervangen door Gijs Staverman. Wouters tekende in oktober van dat jaar een nieuw contract voor drie jaar bij Veronica/HMG en vertrok uit de vaste stal van Joop van den Ende. Begin 1999 maakte Wouters onder productie van Van den Ende wederom de Tandenborstelshow. Rolf Wouters had vooraf aangekondigd dat dit het laatste seizoen van dit programma zou zijn; Wouters wilde nieuwe programma's gaan maken.
Eind 1999 presenteerde hij samen met Daphne Deckers de eerste serie van Big Brother. In juni 1999 begon Wouters zijn eigen productiebedrijf, RedForest TV. In januari 2000 kwam hij met zijn productiebedrijf met de eerste amusementshow, Televisione di Rolfo. Dit programma was geïnspireerd op de grote Italiaanse tv-shows. Wouters ontving populaire Italiaanse gasten. Het programma werd geen succes. In mei 2000 werd via internet de interactieve game The Hunt uitgezonden. Deze game bleek op internet populair. In januari 2001 werd een tweede serie gemaakt. Deze werd door Veronica ook op tv uitgezonden. In het voorjaar van 2001 keerde Wouters na een jaar afwezigheid weer terug op tv met Rolfs Discotrain, een amusementshow. De televisiestudio werd omgetoverd tot een grote disco, waarvan Wouters de eigenaar was. Hoewel het programma geen kijkcijferkanon was, was Veronica (Yorin) er wel tevreden over. Ze wilden Wouters en het programma graag behouden, maar Wouters had andere plannen.

### AVRO
In juni 2001 werd bekendgemaakt dat Rolf Wouters de overstap maakte naar de publieke omroep. Wouters had een driejarig contract getekend bij de AVRO. Per 1 september 2001 werd Redforest onderdeel van IdtV / Chrysalis. Wouters werd bestuurslid van het nieuwe IdtV en hielp het bedrijf om te vormen. Het nieuwe logo was van zijn hand. In augustus / september 2001 produceerde hij de derde serie van The Hunt. Deze serie werd op Yorin uitgezonden. Bij de AVRO bleef Wouters echter nog lang buiten beeld. Pas in de zomer van 2002 mocht Wouters zijn eerste programma presenteren, genaamd Rolfs Antwoordapparaat en aansluitend De Factor Rolf. In het najaar presenteerde hij eenmalig het gala van de Gouden Televizier-Ring. Begin 2003 kwam hij met een tweede seizoen van Rolfs Antwoordapparaat, maar de kijkcijfers waren veel lager dan die van de eerste serie. Het programma Royal Rolf flopte jammerlijk. Dit werd in het voorjaar van 2003 uitgezonden. De AVRO verplaatste het programma al vrij snel van primetime op de avond naar de zaterdag vroeg in de avond. In de zomer van dat jaar werd bekend dat Wouters en de AVRO hun samenwerking beëindigden. Aansluitend verliet Wouters IdtV. De reden waarom hij uit het bedrijf vertrok, bleef onbekend. Het bleef daarna stil rondom Wouters.

### Talpa
In 2005 maakte John de Mol bekend dat Rolf Wouters een van de presentatoren zou gaan worden van zijn nieuwe tv-zender Talpa. Wouters presenteerde van september tot en met december van dat jaar het programma Sponsor Loterij Superbal, het programma keerde net als Wouters in 2006 niet meer terug. In 2006 leek het erop dat Talpa een vierde serie van The Hunt wilde maken, maar dit is er nooit van gekomen.

### 25 Jaar RTL: Ik Hou Van RTL
Op 1 november 2014 was Rolf Wouters voor het eerst sinds jaren weer te zien op televisie, hij verscheen in het jubileumprogramma 25 Jaar RTL: Ik Hou Van RTL. Rond dezelfde tijd gaf Wouters een interview aan de Volkskrant waarin hij vertelde waar hij na zijn vertrek bij de televisie was gebleven. In een radio-interview op 3FM liet Wouters weten dat hij televisie maken mist.

### SBS6
Op 27 januari 2020 werd bekend dat de presentator na 14 jaar afwezigheid terugkeert op de Nederlandse televisie bij SBS6. Voor die zender presenteerde Wouters het programma Split Screen - een spelshow waarbij kandidaten een getal binnen twee eenheden moeten raden. Het programma keerde na het eerste seizoen niet terug. In de podcast Daar bleef je voor thuis! liet Wouters weten: "Ik vind het jammer dat ik daar van tevoren niet specifiek naar gevraagd ben om er over mee te denken. En tijdens het programma was er geen ruimte om nog wat aan te passen. Er wordt iets geprobeerd, het slaat niet aan en je bent meteen afgeserveerd. Dat is in sommige gevallen best zonde. Het gegeven van de quiz was best aardig."

## Oeuvre

### Films
- Flodder, (1986)

### Televisieprogramma's
- Bulldozer, RTL 4
- Twins, RTL 4
- Liefde op het eerste gezicht, RTL 4
- Wedden dat..?, RTL 4 (1993, 1994, 1997)
- Rolf X Alive, RTL 4
- Now or Never, RTL 4 (1993 - 1998)
- Hoe verlies ik een miljoen?, RTL 4 (1995)
- Orde, orde, Veronica (1996)
- Uhhh... Vergeet je tandenborstel niet!, Veronica (1995, 1996, 1998, 1999)
- Who's Talking, Veronica (1996)
- Wouters Wondere Woensdag, Veronica (1997)
- Big Brother, Veronica (1999)
- Televisione Di Rolfo, Veronica (2000)
- The Hunt (2000 - 2001)
- Rolf's Discotrain, Veronica/Yorin (2001)
- De factor Rolf, AVRO (2002)
- Rolf’s antwoordapparaat, AVRO (2002 - 2003)
- Royal Rolf, AVRO (2003)
- Sponsor Loterij Superbal, Talpa (2005)
- Oh, wat een jaar!, RTL 4 (kandidaat, 2018)
- Split Screen, SBS6 (2020)

### Muziek
In 1995 maakte Wouters een Nederlandstalige bewerking op het nummer Dear Mama van 2Pac, getiteld Zet de tijd even stil. Het nummer werd aan het einde van dat jaar op single uitgebracht en stond twee weken in de onderste regionen van de Nederlandse Single Top 100.
| Single met eventuele hitnotering(en) in de Nederlandse Top 40 | Datum van verschijnen | Datum van binnenkomst | Hoogste positie | Aantal weken | Opmerkingen                 |
| ------------------------------------------------------------- | --------------------- | --------------------- | --------------- | ------------ | --------------------------- |
| Zet de tijd even stil                                         | 1995                  | -                     |                 |              | Nr. 48 in de Single Top 100 |